# Шамбала (народ)
Шамба́ла (самоназвание — васамбаа, встречаются также названия шамбаа, самбаа) — один из многочисленных народов группы банту, проживающий на северо-востоке Объединённой Республики Танзании. Общая численность — около 843 тыс. человек. Говорят на языке шамбала.

## Самоназвания
Слово кишамбаа на языке шамбала означает «язык шамбала», васамбаа — «человек», усамбаа — «земля шамбала». Свою землю они также называют шамбалай (Гиренко 1999: 637).

## Территория проживания
Народ шамбала населяет возвышенную область Усамбала на северо-востоке Объединённой Республики Танзании (Гиренко 1999: 637).

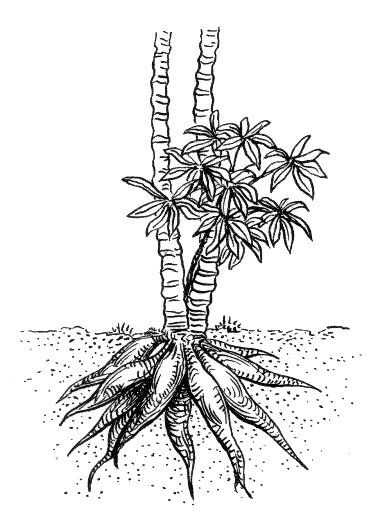
Корни маниока

## Занятия
Шамбала занимаются изготовлением деревянных и глиняных статуэток, которые используют в религиозных церемониях. Традиционное занятие людей шамбала — ручное подсечно-огневое земледелие. Основные выращиваемые культуры — бананы, кукуруза, бобовые, маниок, батат, рис, кофе, хлопчатник, табак. Также шамбала занимаются скотоводством. Они издревле разводят крупный и мелкий рогатый скот, кур (Ольдерогге, Потехин 1954: 423,438).

## Образ жизни
Огромное влияние на культуру шамбала оказала культура народа суахили. Живут большими семьями в общинах, где развиты матрилинейные роды. Патрилокальный брак, присутствует полигиния (Гиренко 1999: 637).

## Культура

### Язык
Язык шамбала принадлежат северо-восточной подгруппе языков банту (Зона G. Языки восточной Танзании). Языку шамбала близки языки родственных народов зигула, таита, камба, дое. Особенно сильно на язык шамбала повлиял суахили (Ольдерогге, Потехин 1954: 114).

### Религия
Традиционные верования: шамбала почитают культ предков, веруют в духов природы. Шаманы, насылающие дождь, считались самыми уважаемыми людьми в племени. Люди верили, что можно управлять стихией. Несмотря на традиционные верования, многие шамбала мусульмане и христиане. Ислам распространяли торговцы, Христианство — европейские миссионеры.

### Фольклор
История Мбеги — самый знаменитый из мифов народа шамбала. Мбега был охотником из племени нгулу (см. Ngulu language), расположенному к югу от усамбаа. Но из-за разногласий в племени он был вынужден покинуть родные земли. Мбега бежал в Килинди (область Танга), где он стал кровным братом сыну вождя племени. Однако сын вождя случайно погиб во время охоты. Жители племени стали подозревать чужака Мбегу в смерти их будущего вождя. Мбеге опять пришлось спасаться, бежать в леса. Он жил в пещерах, охотился на диких зверей. Но однажды люди племени зиаи заметили дым костра и стали преследовать Мбегу. Узнав, что Мбега — опытный охотник, они попросили его остаться. Благодарные жители племени даровали Мбеге жену. Он также прославился, убив льва, напавшего на деревню. Мбега стал вождем племени вуга. После смерти Мбеги его сын стал вождем всех шамбала.

## Социальные проблемы
В последнее время шамбала сталкивается с крупной проблемой — утрата культурной особенности народа. Современная молодежь предпочитает жить в крупных городах, забываются традиции и обряды шамбала.
Вторая проблема — нехватка земли. Население растет быстро, а площади проживания народа катастрофически мало.
Как и всё население Объединённой Республики Танзании, шамбала бедный народ. Танзания — вторая беднейшая страна в Африке (после Мозамбика) (Шпажников 1980: 171).